# Carpophilus marginellus
Carpophilus marginellus är en skalbaggsart som beskrevs av Victor Ivanovitsch Motschulsky 1868. Carpophilus marginellus ingår i släktet Carpophilus och familjen glansbaggar. Arten är reproducerande i Sverige. Inga underarter finns listade i Catalogue of Life.